# Індіа Ейслі
Індіа Ейслі (англ. India Eisley; нар. 29 жовтня 1993, Лос-Анджелес, Каліфорнія, США) — американська кіно- і телеактриса, відома за роллю Ешлі Джурдженс у молодіжному серіалі Таємне життя американського підлітка, виробництва ABC Family.

## Біографія
Індіа народилась у Лос-Анджелесі, Каліфорнія, у сім'ї музиканта Девіда Ейслі і актриси Олівії Гасі. Вона має двох зведених братів — Александра Дін Мартіна (від шлюбу матері з Діном Пол Мартіном-молодшим) і Максимілліана Фусе (від шлюбу матері з Акірою Фусе). Дідусь Індії по лінії матері Освальд Рібо був відомим аргентинським співаком, а дід по лінії батька Ентоні Ейслі був американським актором та сценаристом.
Ейслі і її мати з'явилася разом у фільмі Таємниця розуму (2005). Після невеликих ролей в різних незалежних фільмах, знятих в основному в Європі, вона, влітку 2008 року, отримала головну роль у серіалі Таємне життя американського підлітка для ABC Family Network. У ньому, Ейслі грає Ешлі Джурдженс, сестру молодої мами Емі Джурдженс. Найбільш значною роботою актриси є участь у фільмі Інший світ: Пробудження, де вона зіграла Єву — дочку головної героїні.

## Фільмографія

### Кінофільми
| Рік  |   | Українська назва          | Оригінальна назва                  | Роль             |
| ---- | - | ------------------------- | ---------------------------------- | ---------------- |
| 2005 | ф | Таємниця розуму           | англ. Headspace                    | Марта            |
| 2012 | ф | Інший світ: Пробудження   | англ. Underworld: Awakening        | Єва              |
| 2014 | ф | Кайт                      | англ. Kite                         | Сава             |
| 2014 | ф |                           | англ. Nanny Cam                    | Хезер            |
| 2015 | ф | Соціальне самогубство     | англ. Social Suicide               | Джулія           |
| 2015 | ф | Прокляття сплячої красуні | англ. The Curse of Sleeping Beauty | Браєр Роуз       |
| 2015 | ф | Моя солодка Адріана       | англ. My Sweet Audrina             | Адріана          |
| 2018 | ф | Темне дзеркало            | англ. Look Away                    | Марія            |
| 2020 | ф |                           | англ. Dead Reckoning               | Тіллі Ґарднер    |
| 2021 | ф |                           | англ. Every Breath You Take        | Люсі             |
| 2023 | ф |                           | англ. Nanny Cam                    | Лі-Грейс Догерті |

### Телебачення
| Рік       |    | Українська назва                     | Оригінальна назва                              | Роль                       |
| --------- | -- | ------------------------------------ | ---------------------------------------------- | -------------------------- |
| 2003      | тф | Мати Тереза з Калькутти              | англ. Mother Teresa of Calcutta                | англійська дівчина         |
| 2008—2013 | с  | Таємне життя американського підлітка | англ. The Secret Life of the American Teenager | Ешлі Джурдженс (91 епізод) |
| 2019      | с  | Я — ніч                              | англ. I Am the Night                           | Фауна Ходель (6 епізодів)  |